# Don Lind
Don Leslie Lind, född 18 maj 1930 i Midvale i Utah, död 30 augusti 2022 i Logan i Utah, var en amerikansk astronaut uttagen i astronautgrupp 5 den 4 april 1966.

## Privatliv
Lind var gift med Kathleen Maughan och tillsammans fick de 7 barn. Lind var aktiv medlem i Jesu Kristi kyrka av sista dagars heliga och hade olika positioner inom kyrkan.

## Rymdfärder
Lind tränade inför tre uppdrag och flög med ett.
STS-51-B var den första och enda rymdfärden han genomförde. Han flög med rymdfärjan Challenger på dess sjunde färd och ombord fanns laboratoriet Spacelab 3. Han tjänstgjorde under färden som uppdragsspecialist.

### Reserv
Skylab 3 var han backup till Owen Garriott som flög tillsammans med Alan L. Bean och Jack R. Lousma. Den färden varade mellan 28 juli och 25 september 1973.
Skylab 4 var han backup till Edward Gibson som flög tillsammans med Gerald P. Carr och William Pogue. Den färden varade mellan 16 november 1973 och 8 februari 1974.
Vid behov skulle han ha flugit Skylab Rescue tillsammans med Vance D. Brand

## Rymdfärdsstatistik
| Färd     | Datum                 | Tid       | EVA     |
| -------- | --------------------- | --------- | ------- |
| STS-51-B | 29 april - 6 maj 1985 | 168:08:46 | 0:00:00 |
| Totalt   | Totalt                | 168:08:46 | 0:00:00 |